# Collar de esmeraldas
Collar de esmeraldas é uma telenovela argentina produzida pela Pol-ka Producciones e exibida pelo Canal 13 entre 14 de março e 15 de setembro de 2006.
Foi protagonizada por Osvaldo Laport e Carina Zampini.

## Enredo
Martin é um arquiteto de renome, que vive no exterior por algum tempo e pertence ao jet set internacional. Depois de passar muitos anos afastado de seu pai, Alfredo, uma construção empresário morreu há um ano, retorna ao seu país natal quando ele descobre que sua mãe Lidia tentou o suicídio. Ele não pode imaginar que seu retorno vai mudar a sua vida de uma vez para sempre. Romina é uma mulher muito bonita que vivem na pobreza extrema desde que seu pai, que era a confidente de Alfredo, perdeu o emprego. No início da história, ele e Romina tentar sobreviver com dignidade coleta de papelão na rua, apesar de ter um valioso colar de esmeraldas que lhes foi dada por Alfredo antes de morrer. Quando você finalmente decidir vendê-lo para melhorar a sua situação, o homem é cruel destino asesinado.El breve juntar-se Romina e Martin em uma história de amor incrível que vai passar por muitos obstáculos como todos de alguma maneira, tentar destruir seu relacionamento. Além disso, várias situações equívocas desconfiança mútua Foster vai aumentar a par do seu amor ... Confrontado com as verdades e mistérios que cercam sua família, Martin começam a investigar e com grande dor advertiu que cerca de ninguém é que eles parecem ser e que a realidade de seus pais sempre foi completamente diferente do que ele sabia. Seu tio Victor, que tem sido agora na vanguarda da empresa de construção civil, longe de ser uma pessoa de confiança é um homem sem escrúpulos que dirige uma das gangues mais fortes na cidade. É ele quem, em sua ânsia de aproveitar o colar de esmeraldas, mandou matar Alfredo, seu irmão, e, em seguida, o pai de Romina. Logo ele vai tentar matar seu sobrinho, cuja presença também vai começar a doer os seus planos. As várias histórias giram em torno de um elemento-chave em comum: o colar de esmeraldas. Uma jóia do século XIV de origem inca que esconde vários segredos reveladores. Um colar que desperta ódio e ressentimento, a perseguição e vingança. Isso vai deixar a nu quem é quem. Forçará Martin adotar identidades ocultas para entrar no submundo do submundo e descobrir quem matou seu pai e Romina em nome deste tesouro valioso. Pesquisa que vai achar que tudo tem um preço, mas o amor do protagonista.

## Elenco
- Osvaldo Laport - Martín Rivera / Federico Salinas
- Carina Zampini - Romina
- Silvia Montanari - Lidia
- Arturo Bonín - Víctor Rivera y Alfredo Rivera
- Ximena Fassi - Eva Ferrari
- Sergio Surraco - Roby
- Luciana González Costa - Roxana
- Pepe Monje - Tony Rivera
- Gisela Van Lacke - Carmen
- Jean Pierre Noher - Tobías
- Tota Santillán - Tota
- Christian Sancho - Lucas Dorman
- Gimena Accardi
- Hilda Bernard
- Paula Siero - Lorena
- Melina Petriella - Abril Dorman
- Patricia Viggiano - Marina Flores
- Laura Miller - Patricia
- Magela Zanotta - Martita
- Fernando Lúpiz - Avesani
- Gustavo Guillen - Julio
- Alberto Anchart - Atilio
- Aldo Pastur - Horacio
- Lydia Lamaison - Celia